# Vágó István (színművész)
Vágó István (Deregnyő, 1860. április 28. – Budapest, 1953. március 5.) magyar színész.

## Élete és pályafutása
Rezák András és Hasák Júlia gyermekeként született. 1884 októberében kezdte meg színészi pályafutását Szathmáry Károlynál. Több évig szerepelt nagy sikerrel Kassán Komjáthy Jánosnál, később pedig Sebestyén Gézánál dolgozott mint az adminisztrációs ügyek vezetője. A szökött menyasszony című népszínművét 1880-ban mutatták be Kecskeméten, zenéjét Nemesszeghy István szerezte. Neje Berzsenyi Margit színésznő volt, akivel 1894-ben Nagyszombatban kötött házasságot. Elhunyt 1953. március 5-én, 93 éves korában, tüdőgyulladásban, a budapesti Farkasréti temetőben helyezték örök nyugalomra a római katolikus egyház szertartása szerint.